# Pablo Larios
Pablo Larios Iwasaki (Zacatepec de Hidalgo, 31 luglio 1960 – Puebla de Zaragoza, 31 gennaio 2019) è stato un calciatore messicano, di ruolo portiere.
Ha totalizzato 502 presenze nel campionato messicano, ed è stato il portiere titolare della sua nazionale durante i mondiali di casa del 1986. Sposato con Leticia Garza, ha perduto un figlio, morto in seguito ad un tentativo di passare la frontiera con gli Stati Uniti d'America.

## Carriera

### Club
Debuttò nel 1980 con lo Zacatepec, squadra della sua città natale, dove giocò quattro partite, per un totale di centouno minuti; passò però la seconda stagione senza giocare, salvo poi, nel 1981-1982, stabilirsi come titolare fisso. Nel 1984 passò al Cruz Azul, dove rimase fino al 1989, anno in cui si trasferì al Puebla: con detta società vinse tre titoli, tutti nella stessa stagione (la prima per lui nella compagine), la 1989-1990. Oltre al campionato nazionale, infatti, il Puebla vinse la coppa e il Campeón de Campeones, centrando così un treble. Nel 1994 venne ingaggiato dal Toros Neza, squadra che si era formata da soli tre anni, terminandovi la carriera una volta concluso il campionato di Invierno 1998.

### Nazionale
Durante la sua carriera internazionale, durata quarantotto partite, ha partecipato anche alla CONCACAF Gold Cup 1991, oltre che al già citato mondiale del 1986.

## Palmarès

### Giocatore

#### Competizioni nazionali
- Campionato messicano: 1

Puebla: 1989-1990
- Coppa del Messico: 1

Puebla: 1989-1990
- Campeón de Campeones: 1

Puebla: 1989-1990

#### Competizioni internazionali
- CONCACAF Champions' Cup: 1

Puebla: 1991